# Quốc lộ 32
Quốc lộ 32 (tên cũ là Đường liên tỉnh 11A) là tuyến đường đi qua 4 tỉnh và thành phố: Hà Nội, Phú Thọ, Yên Bái, Lai Châu. Toàn tuyến dài 384 km.

## Lộ trình
Quốc lộ 32 hay quốc lộ 11A, còn được người Pháp gọi là đường Sơn Tây (do đi thẳng từ trung tâm Hà Nội lên Sơn Tây) đến nay vẫn còn điểm bắt đầu là phố Sơn Tây, giao với phố Ông Ích Khiêm, ở mặt sau tòa nhà Văn phòng Quốc hội. Con đường được tiếp nối bằng các đường phố đã có tên là: phố Kim Mã, đường Cầu Giấy, đường Xuân Thủy, đường Hồ Tùng Mậu và đường Cầu Diễn.
Từ đoạn giao với tỉnh lộ 70A (hết ga Nhổn và Đại học Công nghiệp) thì đường chưa được đặt tên. Các quận/huyện/thị xã mà quốc lộ đi qua gồm: Ba Đình – Cầu Giấy – Nam Từ Liêm – Bắc Từ Liêm – Hoài Đức – Đan Phượng – Phúc Thọ – Thạch Thất – Sơn Tây – Ba Vì – Tam Nông – Thanh Sơn – Tân Sơn – Văn Chấn – Nghĩa Lộ – Mù Cang Chải – Than Uyên – Tân Uyên – Tam Đường. Điểm cuối tại ngã ba Bình Lư, Tam Đường, Lai Châu (km65 – Quốc lộ 4D).
Đoạn đầu từ Hà Nội tới Tam Nông, Quốc lộ 32 có hướng Đông Nam – Tây Bắc, chạy ven đê hướng Đông Nam sông Hồng. Đến cầu Phong Châu (Tam Nông – Phú Thọ) thì gặp quốc lộ 32C (điểm đầu của quốc lộ 32C từ ngã 3 Đền Hùng tiếp với quốc lộ 2). Quốc lộ 32 và 32C đi chung khoảng 1 km, đến ngã ba Cổ Tiết (Tam Nông) thì lại tách làm hai ngả: Quốc lộ 32C đi thẳng, chạy men bờ Nam sông Hồng qua Cẩm Khê, Hạ Hòa (Phú Thọ), Trấn Yên (Yên Bái) rồi kết thúc tại ngã ba Âu Lạc (giao với quốc lộ 37). Quốc lộ 32 chuyển hướng Đông Bắc – Tây Nam đi Thanh Sơn, đến Thu Cúc (huyện Tân Sơn) lại chia tiếp làm hai ngả:
- Ngả rẽ sang Phù Yên (Sơn La) rồi gặp Quốc lộ 37 ở ngã ba Mường Cơi gọi là quốc lộ 32B.
- Ngả đi tiếp (vẫn gọi là quốc lộ 32) gặp Quốc lộ 37 ở Văn Chấn (Yên Bái), qua Mù Cang Chải (Yên Bái), Than Uyên, Tam Đường (Lai Châu), gặp quốc lộ 4D ở ngã 3 Bình Lư (Tam Đường) và đây cũng là điểm cuối của quốc lộ 32.

Đoạn từ Cầu Giấy đến Sơn Tây đã được nâng cấp và mở rộng lên thành 4 làn xe. Từ Cầu Diễn đến Nhổn đã được mở rộng thành 50 m, ở chính giữa là đường sắt đô thị chạy từ Ga Hà Nội đến Nhổn với khu Depot đường sắt đô thị Nhổn – Ga Hà Nội ở phường Minh Khai, quận Bắc Từ Liêm, Hà Nội (đoạn trường Đại học Công nghiệp Hà Nội). Một số cây cầu lớn trên Quốc lộ 32 như: cầu Giấy, cầu Diễn, cầu Phùng, cầu Trung Hà, cầu Việt Liên. Đoạn quốc lộ chạy qua huyện Văn Chấn thì chạy song song với tỉnh lộ 78E.

## Hình ảnh

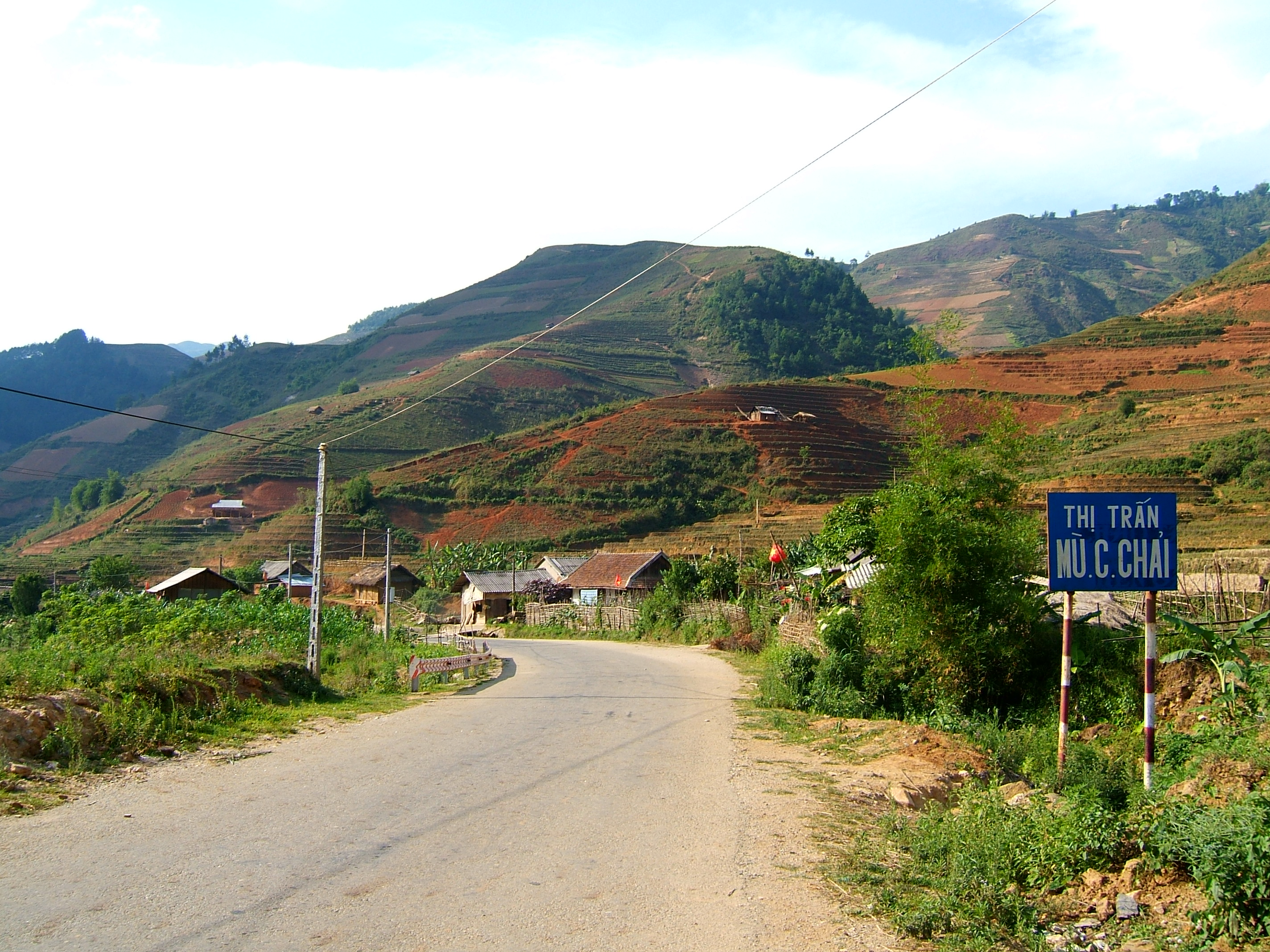
Quốc lộ 32 đoạn qua thị trấn Mù Cang Chải
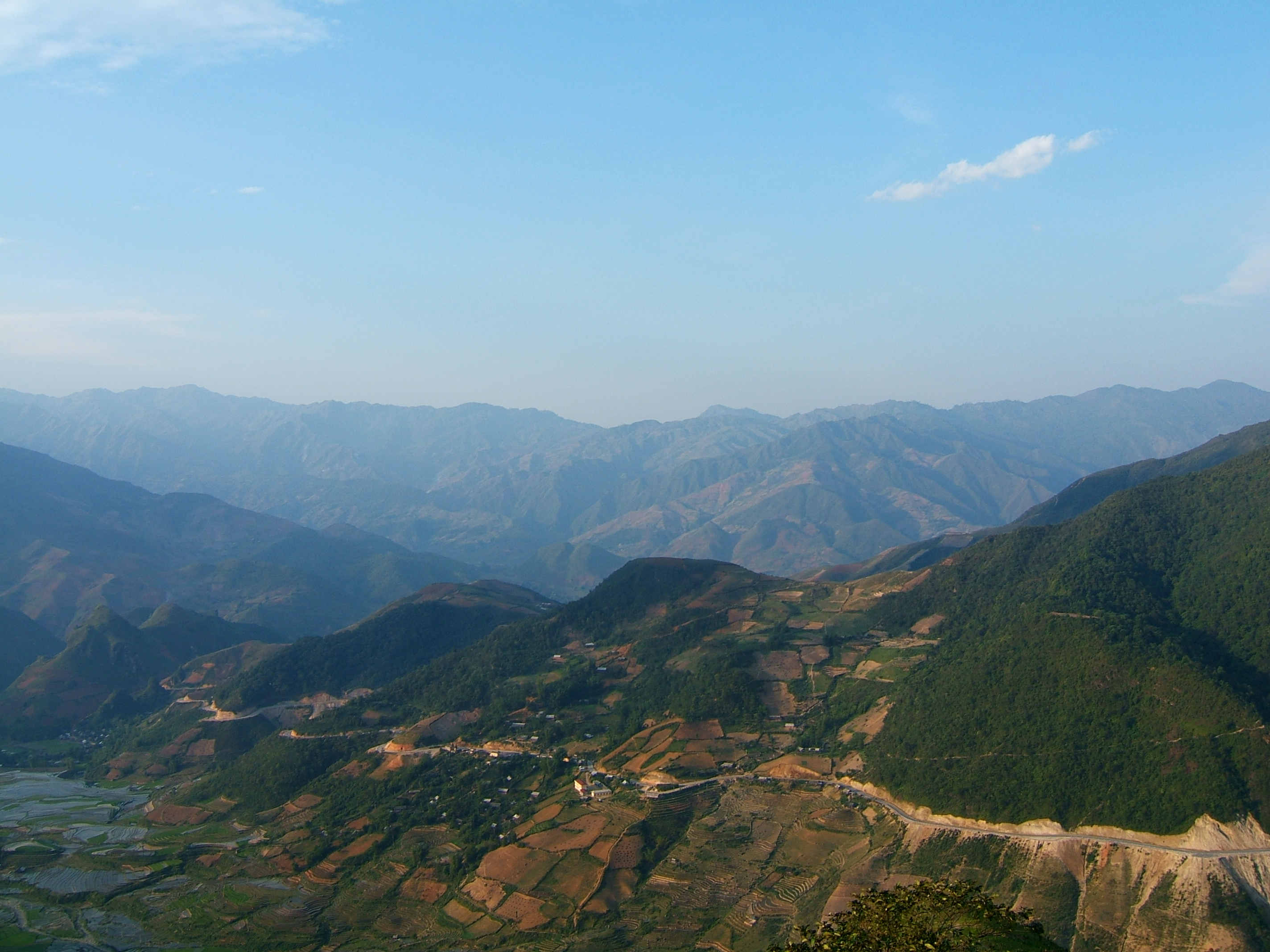
Đèo Khau Phạ trên quốc lộ 32, đoạn qua địa phận Mù Cang Chải.
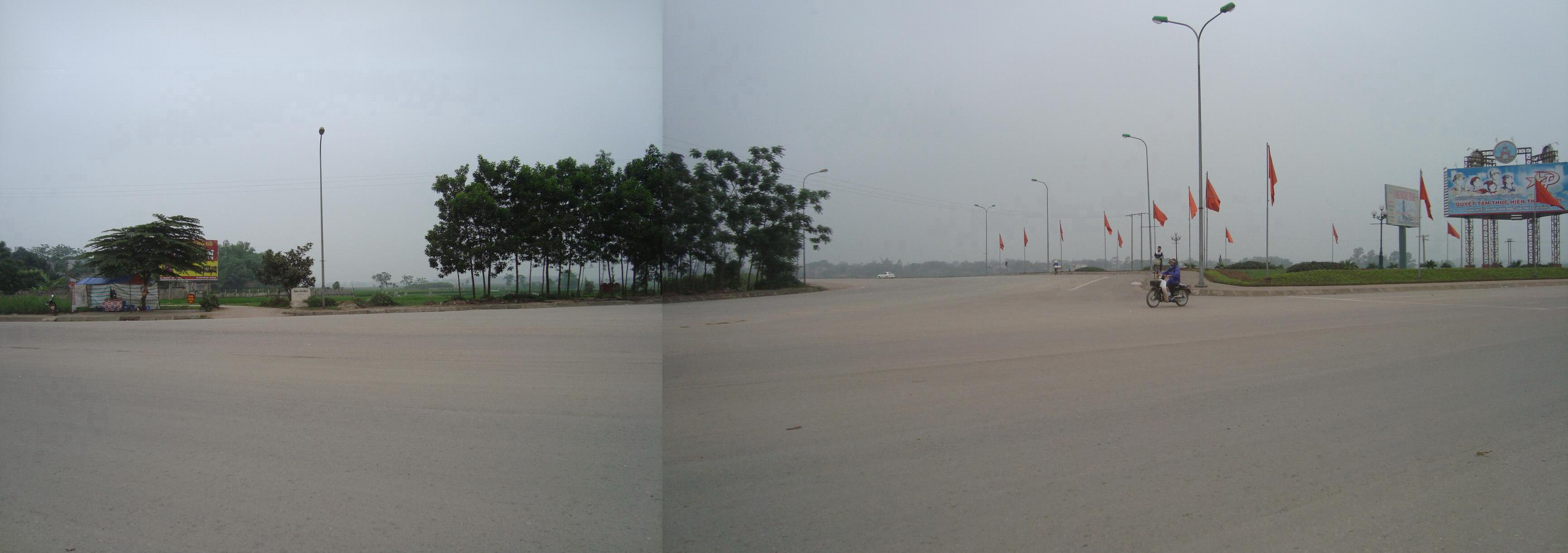
Nút giao Quốc lộ 32 với Quốc lộ 21A tại địa phận thị xã Sơn Tây
Quốc lộ 32 tại địa phận huyện Hoài Đức và quận Bắc Từ Liêm